# Carol Ferris
Carol Ferris è un personaggio dei fumetti DC Comics, creato da John Broome (testi) e Gil Kane (disegni). È la presidente delle Ferris Industries, nota casa costruttrice di aeromobili. Dapprima capo e poi fidanzata della Lanterna Verde Hal Jordan, diventerà uno dei suoi nemici, con il nome di battaglia Star Sapphire.

## Biografia
Unica figlia di Carl Ferris, amministratore delegato della Ferris Aircraft, Carol lavora nell'impresa di famiglia come vicepresidente, per poi prendere il posto di suo padre come CEO. Dopo aver conosciuto Hal Jordan, che lavora alle dipendenze della Ferris Aircraft, lei si innamora del supereroe (senza sapere che in realtà lui è Lanterna Verde) sentimento ricambiato. Purtroppo le cose tra i due si faranno complicate quando la razza aliena delle Zamaron faranno di lei la loro rappresentante donandole una gemma viola che le avrebbe donato un incredibile potere mentale, trasformandola in Star Sapphire. Lei e Hal diventeranno nemici.
Carol viene posseduta dal Predatore, un parassita del pianeta Maltus, Carol vede in lui l'ideale dell'uomo perfetto, perché reincarna la forza e la mascolinità, addirittura il Predatore ha pure aiutato la donna a proteggere la sua amata compagnia. Purtroppo Carol finisce col farsi influenzare fin troppo dal Predatore diventando malvagia, prese anche il controllo della popolazione delle Zamaron le quali però, dopo la Crisi sulle Terre infinite, decisero di abbandonare il loro mondo per vivere con i Guardiani dell'Universo. Carol ucciderà Katma Tui. Fortunatamente il Corpo delle Lanterne Verdi riuscirà a purificare Carol liberandola dal controllo del Predatore, però lei, dopo tutte queste brutte esperienze, metterà le distanze da Hal decidendo di stare insieme alla madre per ritrovare un po' di equilibrio.
La storia di Carol cambia radicalmente dopo Crisi Infinita dove non è stata lei a uccidere Katma Tui la cui morte è stata causata da un'altra persona che è stata posseduta dal Predatore, che ora nel nuovo arco narrativo è lo spettro emozionale dell'amore. Carol si sposa con Gil dal quale però divorzia essendo ancora innamorata di Hal.
Tornerà a vestire i panni di Star Sapphire incanalando potere da un anello forgiato dal precedente cristallo, e combatte per difendere la patria delle Zamaron dal Sinestro Corps. Carol affronta Sinestro che riesce a portarsi in vantaggio sull'avversaria finché non vengono interrotti dalle Lanterne Nere, venendo poi salvati da Hal e la Tribù Indaco. Quando Hal verrà posseduto da Parallax lei lo aiuterà a non perdere il controllo di sé baciandolo dichiarandogli il suo amore. Carol viene nominata regina delle Zamaron.
Hal e Carol intraprendono una relazione, inoltre affronta Volthoom insieme a Kyle Rayner riuscendo poi a sconfiggerlo; nonostante i sentimenti che prova per Hal, inizierà a provare attrazione anche per Rayner, il quale farà di Carol un membro del Corpo delle Lanterne Bianche. Carol chiude la sua relazione con Hal perché pur volendo stare con lui sente che ogni volta che si avvicinano tutto va storto ed entrambi finiscono col soffrire, quindi si dedica solo al suo lavoro di Star Sapphire.
Dopo la sua rottura con Hal si riconcentra sui suoi doveri di amministratrice delegata della Ferris Aircraft, finché i guardiani non la incaricarono di salvare Kyle da Relic, il quale ha imprigionato Kyle in un mondo di sogni al fine di ingannarlo ed estorcergli tutto quello che sa sui corpi delle lanterne, ma Carol riesce ad entrare nel mondo di sogni e, grazie al suo legame con Kyle, lo riporta alla ragione e fuggono via da lì. Carol affronta Relic il quale si dimostra un avversario troppo forte, tanto da massacrare le Lanterne Blu. Carol dovrà stringere un'alleanza con Hal per fronteggiare Relic, tra l'altro lei e il suo ex avranno un acceso litigio dato che Hal ha compreso che Carol ama Kyle e che in parte è stato questo sentimento che l'ha spinta a lasciarlo.

## Altri media
- Il personaggio è apparso in varie serie animate quali Justice League, Justice League Unlimited, Batman: The Brave and the Bold, Lanterna Verde, Young Justice, DC Super Hero Girls e Justice League Action.
- Carol Ferris appare nei film animati Justice League: The New Frontier, Lanterna Verde: Prima missione e Justice League: Doom.
- Blake Lively interpreta Carol Ferris nel film Lanterna Verde, oltre a rivestire il ruolo di interesse amoroso del protagonista, Hal Jordan, lo aiuterà nella lotta contro Parallax e Hector Hammond.